# POWER5

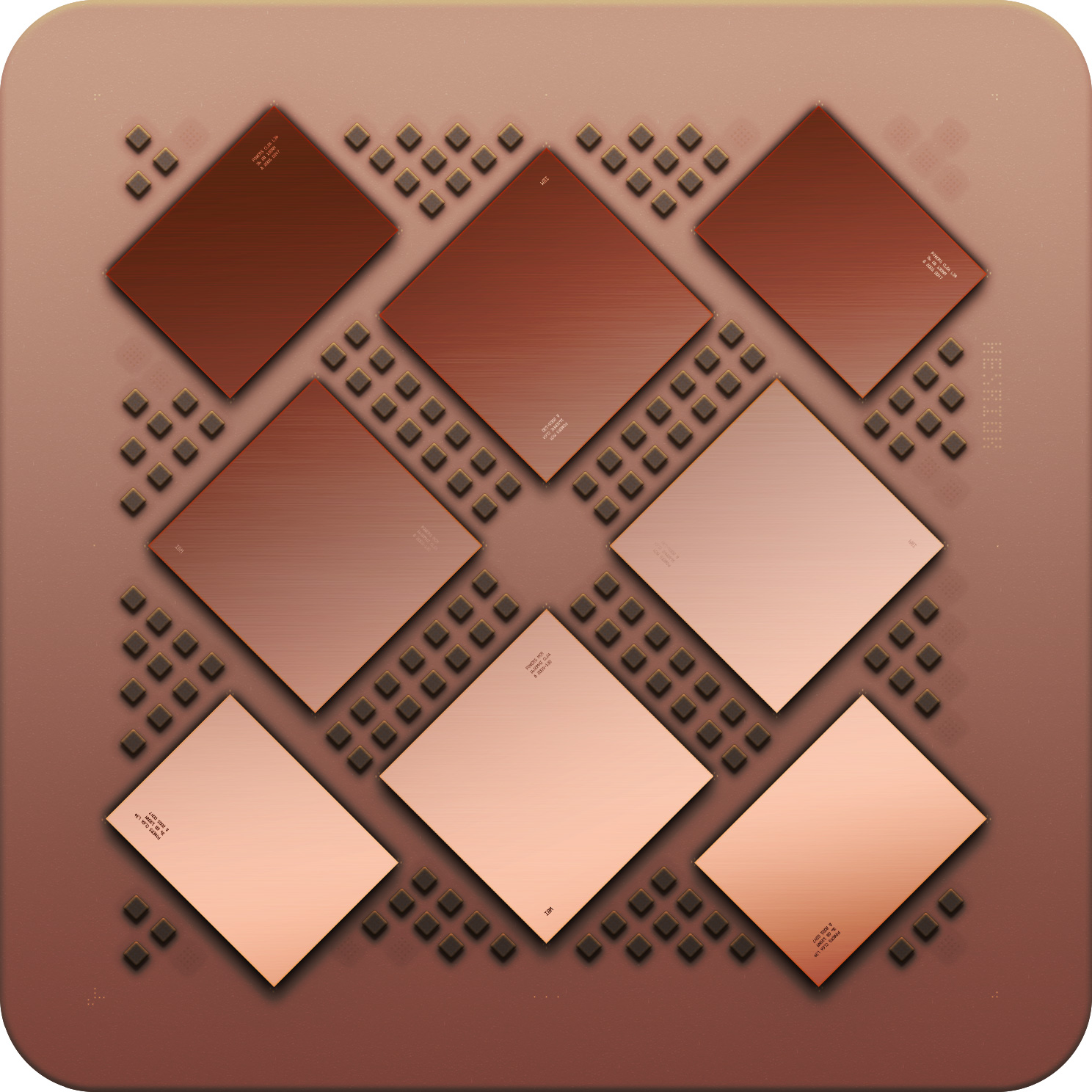
POWER5 MCM

POWER5(파워5)는 IBM이 개발하고 제작한 마이크로프로세서이다. POWER4의 향상된 버전이다. 주요 개선 사항은 동시 멀티스레딩(SMT) 및 온다이 메모리 컨트롤러에 대한 지원이다. POWER5는 듀얼 코어 마이크로프로세서로, 각 코어는 1개의 물리적 스레드와 2개의 논리적 스레드를 지원하므로 총 2개의 물리적 스레드와 4개의 논리적 스레드를 지원한다.

## 역사
이 마이크로프로세서의 기술적 세부 사항은 2003년 핫 칩스(Hot Chips) 컨퍼런스에서 처음 발표되었다. 보다 완전한 설명은 2003년 10월 14일 마이크로프로세서 포럼(Microprocessor Forum) 2003에서 제공되었다. POWER5는 공개적으로 판매되지 않았으며 IBM과 해당 파트너가 독점적으로 사용했다. 마이크로프로세서를 사용하는 시스템은 2004년에 출시되었다. POWER5는 고급 엔터프라이즈 서버 시장에서 주로 인텔 아이테니엄 2와 경쟁했으며, 정도는 덜하지만 썬 마이크로시스템즈 UltraSPARC IV 및 후지쯔 SPARC64 V와 경쟁했다. 2005년에 POWER5는 POWER5+로 대체되었다.

## 같이 보기
- IBM 파워 마이크로프로세서
- 파워PC
- POWER6